# Dōshō
Dōshō (道昭, 629 – 700 C.E.) est un moine japonais de la période Asuka crédité pour avoir joué un rôle déterminant dans la création du Bouddhisme au Japon.

## En Chine
En 653, il voyage en Chine où il étudie auprès du moine bouddhiste Cheng Weishi Lun (en), dont les voyages vers l'Inde ont été immortalisés dans le livre Le voyage en Occident. Ses études sont consacrées au « weishi » de Xuanzang, variante chinoise du yogācāra indien, mais il est également initié au bouddhisme Chán qui plus tard l'influence lors de la fondation du bouddhisme zen japonais (en). En Chine, l'école est connue sous le nom « wéishí-zōng » (唯識宗, école de la « seule conscience »), ou « fǎxiàng-zōng » (法相宗, école des « caractéristiques Dharma »). Au Japon elle est connue sous le nom « hossō-shū (法相宗) » ou « yuishiki-shū (唯識宗) ».
Dōshō revient avec un grand nombre d'écritures bouddhistes, y compris probablement aussi des traités de logique (skt. Hetu Vidya; jap 因 明, immyō), discipline jusque-là inconnue au Japon.

## Au Japon
De retour de Chine, Dōshō devient prêtre au Gangō-ji, un des sept grands temples, les Nanto Shichi Daiji, à Nara au Japon. Son enseignement est basé sur la philosophie de la « seule conscience » enseignée par Xuanzang, qui est appelée « hossō » au Japon. C'est au Gangō-ji qu'il fonde plus tard le premier bâtiment de méditation du Japon.
Le 5 mai 698, il est nommé daisōzu après avoir célébré une « cérémonie d'ouverture des yeux »  pour une statue d'Amida et d'une broderie (avec plus de 100 caractères).
Dōshō est l'un des premiers à avoir introduit au Japon le génie civil chinois en aidant à la construction de ponts, de barrages, de systèmes d'irrigation, de puits et de routes. Ce travail a été poursuivi et développé par Gyōki (行 基; 668-748), son élève le plus célèbre.
Après la mort de Dōshō, selon sa volonté son corps fait l'objet d'une crémation, première occurrence historique de cette pratique au Japon à la demande du défunt.

## Culture populaire
Il existe une légende à propos de son retour de Chine qui rapporte que Xuanzang lui a donné une bouilloire magique. Chaque fois qu'un médicament est préparé dans la marmite, il peut guérir n'importe quelle maladie. Le moine voyageant avec Dōshō aurait été guéri avant d'embarquer pour son voyage de retour au Japon. Cependant, en mer une grande tempête s'abat sur eux. Un devin à bord annonce que le dieu de la mer veut la bouilloire. Dōshō d'abord résiste puis finalement cède et la tempête se calme immédiatement.